# Karl Georg von Raumer (Geologe)

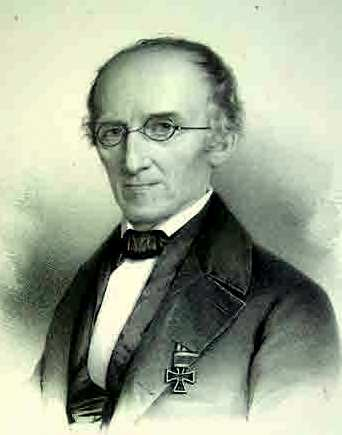
Karl Georg von Raumer

Karl Ludwig Georg von Raumer (* 9. April 1783 in Wörlitz; † 2. Juni 1865 in Erlangen) war ein deutscher Geologe, Geograph und Pädagoge. Auf ihn geht der Name des Rheinischen Schiefergebirges zurück.

## Leben
Von Raumer wurde im Haus Amtsgasse 38 in Wörlitz geboren. Er war der Sohn des Kammerdirektors und Domänenpächters Georg Friedrich von Raumer (1755–1822) und der Charlotte de Marées aus Raguhn (1761–1811) sowie Bruder des Historikers Friedrich von Raumer. Er studierte nach dem Besuch des Joachimsthalschen Gymnasiums zunächst Rechts- und Kameralwissenschaften an den Universitäten in Göttingen und Halle an der Saale, absolvierte aber auf Anraten von Heinrich Steffens nach seinem Examen noch ein Studium der Geognosie und Mineralogie bei Abraham Gottlob Werner an der Bergakademie Freiberg. Von 1808 bis 1809 begab er sich mit dem befreundeten Moritz von Engelhardt auf einer Studienreise nach Paris in Frankreich.
Im Jahre 1810 wurde Raumer durch Vermittlung seines Bruders zunächst als Sekretär beim Oberbergdepartement in Berlin übernommen, wechselte aber bereits ein Jahr später als Bergrat zum Oberbergamt in Breslau, wo er mit Carl Abraham Gerhard an bedeutenden Forschungsprojekten beteiligt war. Zugleich erhielt er auch eine Stelle als Professor für Mineralogie an der Universität Breslau. Hier lehrte und forschte er bis 1819, nahm aber zwischenzeitlich in den Jahren 1813/14 als Kriegsfreiwilliger und Adjutant unter General August Neidhardt von Gneisenau im Rahmen der Befreiungskriege an der Besetzung von Paris teil. 1812 hatte die Bayerische Akademie der Wissenschaften ihn zum korrespondierenden Mitglied ernannt.
Auf Grund seiner Unterstützung der Alten Breslauer Burschenschaft der Raczeks geriet er in Konflikt mit seinem Vorgesetzten und wurde als Folge der Karlsbader Beschlüsse an die Universität Halle und an das dortige Oberbergamt versetzt.
Nachdem er aber auch hier angefeindet wurde, nahm er im Jahr 1823 seinen Abschied und schloss er sich zunächst dem Nürnberger Erziehungsinstitut des Reformpädagogen Heinrich Dittmar an. Aufgrund seines Einsatzes für eine streng religiöse Erziehung im Sinne des Pietismus, den er dort nur mit erheblichen Schwierigkeiten durchsetzen konnte, verlor die Schule bis 1826 alle Schüler und musste 1827 geschlossen werden. In der Folge wurde Raumer als Professor für Naturgeschichte und Mineralogie an die Universität Erlangen berufen, wo er bis an sein Lebensende lehrte. Auch hier nahm er rasch Kontakte zu den Theologen Christian Krafft, Wilhelm Löhe und Anderen auf, mit denen er sich weiterhin für die erstarkte evangelische Erweckungsbewegung jener Zeit einsetzte. Zusammen wurden sie so zum Vorläufer bzw. Begründer der sog. Erlanger Schule.
In Zusammenhang mit diesem Engagement war Raumer maßgeblich an der Gründung der ersten „Armen-Knaben-Rettungsanstalt Nürnberg“, dem späteren „Veilhof“, sowie an verschiedenen Mädchen- und Handwerksgesellenkreisen und im Jahre 1849 an einem so genannten „Rettungshaus“ im Sinne der Inneren Mission von Johann Heinrich Wichern in Erlangen beteiligt. Darüber hinaus zählte Raumer zu den Vorbereitern für den Kirchentag zu Wittenberg 1848 und war Mitherausgeber der Evangelischen Kirchenzeitung sowie der Erlanger Zeitschrift für Protestantismus und Kirche. In jenen Jahren verfasste er sein pädagogisches Hauptwerk Geschichte der Pädagogik, in dem er seine „konservativ-erweckliche“ Richtung in deutlicher Abgrenzung zu den Thesen von Jean-Jacques Rousseau und Adolph Diesterweg formulierte.
Auf Grund seines unermüdlichen Einsatzes für die Belange der Menschen in der Stadt wurde Karl von Raumer im Jahr 1861 zum Ehrenbürger der Stadt Erlangen ernannt.

## Familie

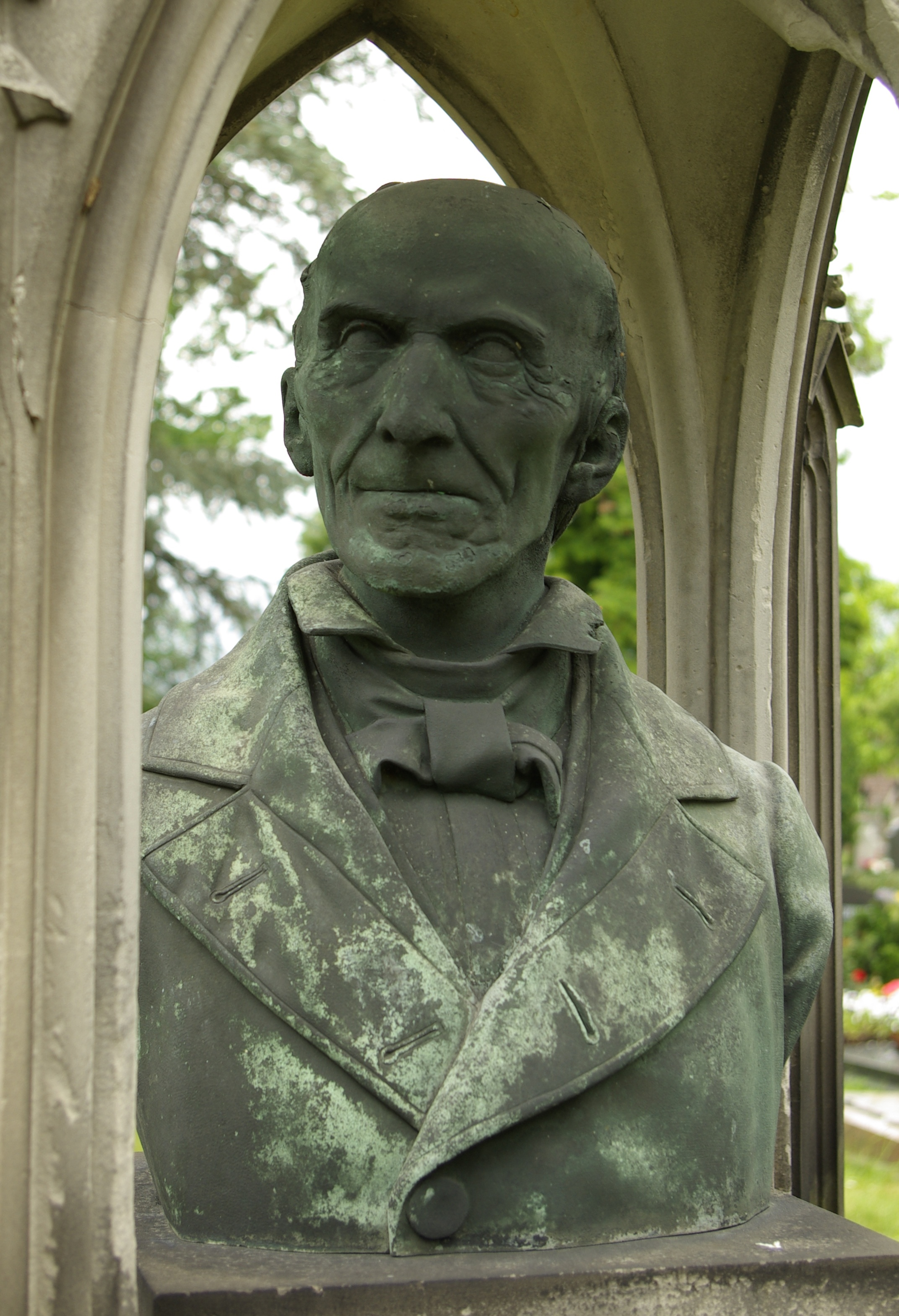
Grabbüste von Karl Georg von Raumer auf dem Neustädter Friedhof in Erlangen

Karl Georg Ludwig von Raumer war verheiratet mit Friederike Reichardt (1790–1869), Tochter des Komponisten Johann Friedrich Reichardt und der Johann Wilhelmine Dorothea Alberti. Zusammen hatten sie zwei Söhne und vier Töchter: den Sprachwissenschaftler und Germanisten Rudolf von Raumer sowie den Magistratsrat von Dinkelsbühl Hans von Raumer, später Mitglied der Frankfurter Nationalversammlung. Ferner die Töchter Dorothea (1812–1844), welche den Missionsdirektor Peter Heller heiratete, Anna (1825–1888), verheiratet mit dem Pastor Hans Nikolaus Hansen, Sophie (1827–1863), die den Dorpater Theologieprofessor Alexander von Oettingen heiratete sowie Agnes von Raumer (1830–1894). Auf Grund seiner Verbindung zur Familie Reichardt gehörte Raumer zu den ständigen Gästen der Herberge der Romantik, wie der Privatgarten seines Schwiegervaters auch genannt wurde. Dieser war ein kultureller Treffpunkt in Giebichenstein, wo wissenschaftliche und musikalisch-literarische Berühmtheiten jener Zeit sich regelmäßig zum Gedankenaustausch und gemeinsamen Musizierens trafen.
Der spätere Historiker Kurt von Raumer war einer seiner Urenkel. Ferner war Karl von Raumer ein Vetter von Ernst Ludwig von Gerlach und seinen Brüdern.
Durch seinen Zuzug nach Bayern war Raumer auch der Begründer einer bayerischen Linie der adeligen Familie von Raumer.

## Schriften (Auswahl)

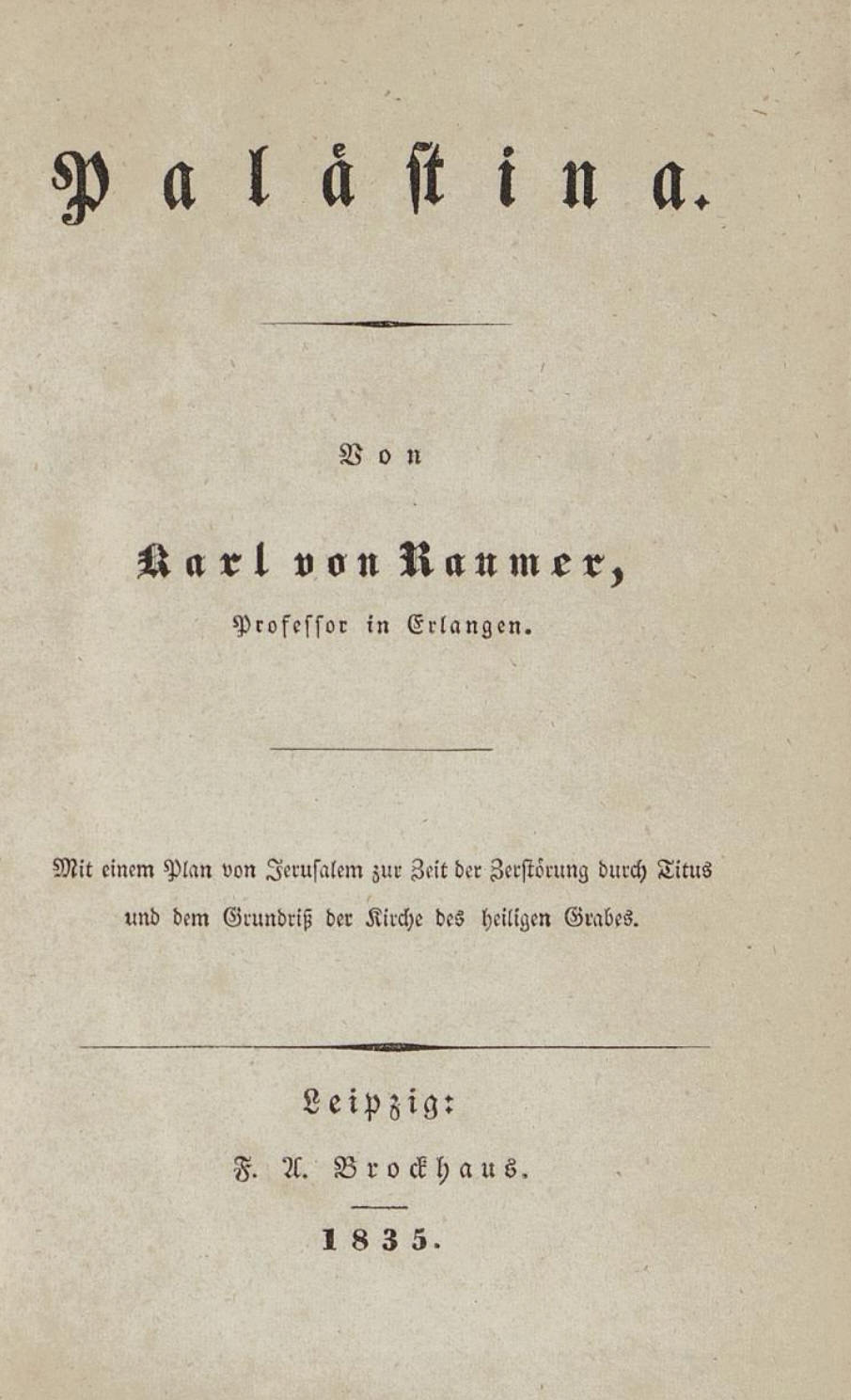
Titelblatt des landeskundlichen Werkes über Palästina aus dem Jahr 1835

- Geognostische Fragmente. Nürnberg 1811 (urn:nbn:de:bvb:12-bsb10707032-4).
- Der Granit des Riesengebirges. Berlin 1813 (urn:nbn:de:bvb:12-bsb10806127-1).
- Geognostische Versuche, zusammen mit Moritz v. Engelhardt. 1815 (urn:nbn:de:bvb:12-bsb10706912-1).
- Geognostische Umrisse von Frankreich, Großbritannien, einem Theile Deutschlands und Italiens, zusammen mit dems. 1816 (urn:nbn:de:bvb:12-bsb10806070-4).
- Über die Breslauer Turnstreitigkeiten, zusammen mit W. v. Schmeling. 1818.
- Geognostische Karte von einem Theile des Schlesischen, Böhmischen und Lausitzer Gebirgs. 1818.
- Das Gebirge Nieder-Schlesiens, der Grafschaft Glatz und eines Theils von Böhmen und der Oberlausitz geographisch dargestellt. Berlin 1819 (urn:nbn:de:bvb:12-bsb10013996-8).
- Versuch eines ABC-Buchs der Kristallkunde. Berlin 1820, Band 1 (urn:nbn:de:bvb:12-bsb10284421-4); Nachtrag 1821 (urn:nbn:de:bvb:12-bsb10284422-0).
- Vermischte Schriften. Berlin 1819 bis 1822, 2 Bde.
- Über den Unterricht in der Naturkunde auf Schulen. 1823 (urn:nbn:de:bvb:12-bsb10076293-3).
- Erster Bericht über die Armenknaben-Anstalt in Nürnberg. 1826.
- Unpartheiisches Gutachten über das neue Berliner Gesangbuch. 1830.
- Sammlung geistlicher Lieder. 1831 (urn:nbn:de:bvb:12-bsb10592694-1).
- Lehrbuch der allgemeinen Geographie. Leipzig 1832 (urn:nbn:de:bvb:12-bsb10429911-4).
- Beschreibung der Erdoberfläche. 1832 (urn:nbn:de:bvb:12-bsb10429909-6).
- Choralbuch. 1832 (urn:nbn:de:bvb:12-bsb10525239-7).
- Palästina. Leipzig 1835 (urn:nbn:de:bvb:12-bsb11249575-6).
- Der Zug der Israeliten aus Ägypten nach Canaan. 1837; archive.org.
- Kreuzzüge. Stuttgart 1840–1865, 2 Bände.
- Geschichte der Pädagogik. Stuttgart 1843–1851, 3 Bände; 5. Auflage Gütersloh 1878–80, 4 Bände.
- Beiträge zur biblischen Geographie. Brockhaus, Leipzig 1843 (Digitalisat, urn:nbn:de:bvb:12-bsb10412416-1).
- Erinnerungen aus den Jahren 1813 und 1814. 1850 (urn:nbn:de:bvb:12-bsb10066074-7).
- Alte und neue Kinderlieder, hrsg. von Franz von Pocci und R. 1852 (urn:nbn:de:bvb:12-bsb11161108-1).
- Die Erziehung der Mädchen. Stuttgart 1853 (urn:nbn:de:bvb:12-bsb10763791-1).
- Karl v. Raumers Leben, von ihm selbst erzählt. Stuttgart 1866 (urn:nbn:de:bvb:12-bsb10066075-2).